# Coupe de l'IHF féminine 1992-1993
Navigation
Coupe de l'IHF 1991-1992 Coupe de l'EHF 1993-1994
La Coupe de l'IHF féminine 1992-1993 est la 12e édition de la Coupe de l'IHF, compétition de clubs féminins de handball créée en 1981. Organisée pour la dernière fois par la Fédération internationale de handball (IHF), cette coupe d'Europe est renommée coupe de l'EHF la saison suivante.
La compétition est remportée par le club roumain du Rapid Bucarest, vainqueur en finale du club français du CSL Dijon.

## Présentation
En principe, les clubs vainqueurs de leur championnat national participent à la Coupe des clubs champions (C1) et ceux vainqueurs de leur coupe nationale participent à la Coupe des vainqueurs de coupe (C2).
Les clubs qui participent à cette compétition sont donc généralement ceux ayant terminé deuxième ou troisième de leur championnat national ou éventuellement les finalistes de leur coupe nationale.
Toutes les rencontres se déroulent en matchs aller-retour.

## Résultats

### Tour préliminaire
| Équipe 1                | Score   | Équipe 2                 | Aller   | Retour  |
| ----------------------- | ------- | ------------------------ | ------- | ------- |
| Rapid Bucarest          | 59 - 35 | AC Doukas                | 32 - 14 | 27 - 21 |
| Zeeman Vastgoed SEW     | 46 - 39 | ATV Bâle                 | 26 - 16 | 18 - 23 |
| Politechnik Minsk       | 46 - 45 | Avtomobilist Brovary     | 27 - 22 | 19 - 23 |
| AZS AWF Wrocław         | 51 - 38 | HC Gabrovo               | 29 - 15 | 22 - 23 |
| ŽRK Split               | 44 - 39 | ŽRK Mlinotest Ajdovščina | 23 - 18 | 21 - 21 |
| Dnister Tiraspol        | 42 - 60 | Bakinka Bakou            | 20 - 21 | 22 - 39 |
| SG Landhaus/Post Vienne | 26 - 57 | BFV Francfort/Oder       | 17 - 28 | 9 - 29  |
| UMF Stjarnan Gardabae   | 29 - 35 | IF Skovbakken Aarhus     | 13 - 23 | 16 - 12 |
| IF Gjerpen Skien        | 48 - 35 | Spårvägens HF Stockholm  | 26 - 13 | 22 - 22 |
| DHC Meeuwen             | 46 - 39 | HC Standard Luxembourg   | 27 - 11 | 24 - 17 |
| CS da Madeira           | 31 - 59 | Balonmano Remudas        | 15 - 27 | 16 - 32 |
| Debreceni VSC           | 48 - 35 | Anadolu Uni SC Eskişehir | 40 - 15 | 35 - 18 |
| HC Sassari              | 33 - 69 | CSL Dijon                | 17 - 32 | 16 - 37 |

Trois clubs sont exemptés de ce premier tour, en lien avec les résultats lors de la Coupe de l'IHF de 1991-1992 :
- le SC Leipzig, tenant du titre,
- le TJ Tempo Partizánske, finaliste,
- le KSK Luch Moscou, du fait de la présence en demi-finale du Kouban Krasnodar.

### Huitièmes de finale
| Équipe 1           | Score   | Équipe 2             | Aller   | Retour  |
| ------------------ | ------- | -------------------- | ------- | ------- |
| Rapid Bucarest     | 47 - 39 | Zeeman Vastgoed SEW  | 24 - 17 | 23 - 22 |
| AZS AWF Wrocław    | 40 - 48 | Politechnik Minsk    | 26 - 20 | 14 - 28 |
| ŽRK Split          | 31 - 39 | TJ Tempo Partizánske | 17 - 20 | 14 - 19 |
| SC Leipzig         | 45 - 44 | Bakinka Bakou        | 29 - 21 | 16 - 23 |
| BFV Francfort/Oder | 53 - 38 | KSK Luch Moscou      | 28 - 19 | 25 - 19 |
| IF Gjerpen Skien   | 54 - 42 | IF Skovbakken Aarhus | 24 - 18 | 30 - 24 |
| DHC Meeuwen        | 29 - 36 | Balonmano Remudas    | 15 - 15 | 14 - 21 |
| Debreceni VSC      | 47 - 50 | CSL Dijon            | 29 - 21 | 18 - 29 |

### Quarts de finale
Les quarts de finale se déroulent les week-ends du 20-21 février (aller) et 27-28 février (retour). 
| Équipe 1             | Score   | Équipe 2         | Aller   | Retour  |
| -------------------- | ------- | ---------------- | ------- | ------- |
| Politechnik Minsk    | 48 - 48 | Rapid Bucarest   | 28 - 21 | 20 - 27 |
| TJ Tempo Partizánske | 40 - 49 | SC Leipzig       | 22 - 25 | 18 - 24 |
| BFV Francfort/Oder   | 45 - 52 | IF Gjerpen Skien | 30 - 23 | 15 - 29 |
| Balonmano Remudas    | 32 - 39 | CSL Dijon        | 17 - 19 | 15 - 20 |

Déjà victorieux à l'aller en Espagne (19-17), Dijon devient la première équipe féminine française à se qualifier dans
le dernier carré continental grâce à sa victoire au match retour à domicile 20 à 15 (10-7)
- CSL Dijon : Yeraminok (5), Dugray (1), Piel (4), Pecqueux (2), Cendré (1), Pons (3), Bouillot (1), Roca (3).

### Demi-finales
Les demi-finales se sont déroulées les 4 et 5 avril (aller) et en avril 1993 (retour) :
| Équipe 1         | Score            | Équipe 2       | Aller   | Retour  |
| ---------------- | ---------------- | -------------- | ------- | ------- |
| SC Leipzig       | 47 - 47 4 - 5tab | Rapid Bucarest | 26 - 21 | 21 - 26 |
| IF Gjerpen Skien | 39 - 53          | CSL Dijon      | 19 - 25 | 20 - 28 |

### Finale
Les finales se sont déroulées les 9 et 15 mai 1993 :
| Équipe 1       | Score   | Équipe 2  | Aller   | Retour  |
| -------------- | ------- | --------- | ------- | ------- |
| Rapid Bucarest | 50 - 40 | CSL Dijon | 28 - 16 | 22 - 24 |

Lors de la finale aller, le Rapid Bucarest bat CSL Dijon 28-16 (14-7) :
- Rapid Bucarest : Ciobanu (GB) – Lefter (ro) (6), Ivan (5), Doiciu (ro) (4), Dimcescu (4), Mirea (3), Finaru (3), Arvatu (2), Chitoroaga (1).
- CSL Dijon : Roca (9), Piel (3), Vocoret (2), Cendré (1), Boutinaud (1).

Lors de la finale retour, le CSL Dijon bat Rapid Bucarest 24-22 (13-11) :
- CSL Dijon : Roca (9, dont 2 pen.), Piel (7, dont 2 pen.), Cendré (3), Boutinaud (1), Pons (1), Pecqueux (1), Vocoret (2).
- Rapid de Bucarest : Ciobanu (GB) – Lefter (ro) (3, dont 2 pen.), Doiciu (ro) (5), Ivan (5), Finaru (6, dont 2 pen.), Arvatu (2), Ciobotaru (1).

## Les championnes d'Europe
| Championne d'Europe - Coupe de l'IHF 1992-1993 Rapid Bucarest 1er titre |